# Équipe de Lituanie de rugby à XV
L'équipe de Lituanie de rugby à XV rassemble les meilleurs joueurs de rugby à XV de Lituanie.

## Histoire
Les débuts sont très timides, les premières confrontations décevantes, de 1993 à 1997, la Lituanie dispute 15 rencontres avec comme seule satisfaction un nul contre la Bulgarie et une victoire sur le Luxembourg. Le 1er match s'est déroulé le 1er mai 1993 contre l'Allemagne à Berlin et le 1er match à domicile le 29 mai 1993 contre la Lettonie.
L'équipe de Lituanie a pu remonter lors de la saison 97-98 avec des victoires contre le voisin letton et contre la Serbie et Monténégro. Depuis, l'équipe lituanienne est en constant progrès. Selon le classement de IRB, fin 2005 elle occupait la 68e place, la 62e fin 2006, 55e fin 2007, 42e fin 2008 et la 37e fin 2009. Peu de petites nations du rugby peuvent se vanter d'une telle progression sur le plan mondial.
La Lituanie a joué 67 matchs pour 38 victoires, 26 défaites et 3 nuls. Elle a affronté 23 équipes différentes. Sur les 23 équipes affrontés 16 ont été battues par la Lituanie, 7 n'ont jamais perdu contre la Lituanie, 15 équipes ont déjà battu la Lituanie et 8 n'ont jamais gagné contre la Lituanie. Le plus grand nombre de points lors d'un match furent  marqués le 24 avril 2010 en Serbie sur un score de 5 à 77, ce qui est en même temps la plus large victoire. Le maximum de points subis lors d'un match l'ont été le 3 mai 1997 en Lituanie contre la Suède sur un score de 17 à 84, ce qui est en même temps la plus large défaite. L'équipe de Lituanie a eu un maximum de 4 défaites consécutives du 1er mai 1993 au 6 novembre 1993. L'équipe de Lituanie a eu au maximum 18 victoires consécutives , ils dépassent ainsi la Nouvelle-Zélande (1965-69) et l'Afrique du Sud (1997-98), c'est l'équipe d'Ukraine qui a mis fin à cette série de victoires consécutives qui a duré 4 ans du 6 mai 2006 au 8 mai 2010. L'équipe de Chypre codétient actuellement le record.
L'équipe de Lituanie est classée à la 37e place au classement IRB du 30/04/2012

## Palmarès
- Coupe du monde
  - 1995 : pas qualifié
  - 1999 : pas qualifié
  - 2003 : pas qualifié
  - 2007 : pas qualifié
  - 2011 : pas qualifié

### Historique en championnat d'Europe
| Année     | Division                                                                    | Place                                                                       |
| --------- | --------------------------------------------------------------------------- | --------------------------------------------------------------------------- |
| 1992-1994 | Division C2                                                                 | 4e                                                                          |
| 1995-1996 | Division B3                                                                 | 4e                                                                          |
| 1996-1997 |                                                                             | Np.                                                                         |
| 1998-1999 | Pas de tournoi de niveau - phase de qualifications à la coupe du monde 1999 | Pas de tournoi de niveau - phase de qualifications à la coupe du monde 1999 |
| 1999-2000 | Division D3                                                                 | 3e                                                                          |
| 2000-2002 | Division C2                                                                 | 2e                                                                          |
| 2002-2004 | Division 3B                                                                 | 2e                                                                          |
| 2004-2006 | Division 3B                                                                 | 3e                                                                          |
| 2006-2008 | Division 3B                                                                 | 1re                                                                         |
| 2008-2010 | Division 3A                                                                 | 1re                                                                         |
| 2010-2012 | Division 2A                                                                 | 2e                                                                          |
| 2012-2014 | Division 2A                                                                 | 5e                                                                          |
| 2014-2016 | Division 2B                                                                 | 1re                                                                         |
| 2016-2017 | Conférence 1 Nord                                                           | 2e                                                                          |
| 2017-2018 | Conférence 1 Nord                                                           | 1re                                                                         |
| 2018-2019 | Trophy                                                                      | 5e                                                                          |
| 2019-2020 | Trophy                                                                      | 5e                                                                          |

## Championnat Européen des Nations
La Lituanie a gagné lors de la saison 2008 - 2010 le Championnat d'Europe des Nations division 3A.

## Équipe actuelle
La liste suivante indique les joueurs appelés pour le Championnat européen des nations Division 2A le 5 mai 2012.

### Avants
| Nom                 | Poste                  | Naissance  | Sélections (points marqués) | Club                                      | Année de 1re sélection |
| ------------------- | ---------------------- | ---------- | --------------------------- | ----------------------------------------- | ---------------------- |
| Tomas Zibolis       | Talonneur              | 06/10/1981 | 29 (35)                     | RK Šiauliai                               | 2003                   |
| Rokas Daknys        | Pilier                 | 01/04/1987 | 13 (0)                      | Šiauliai Vairas                           | 2007                   |
| Ignas Darkintis     | Pilier                 | 02/10/1989 | 15 (5)                      | Birmingham & Solihull Rugby Football Club | 2007                   |
| Richardas Stankus   | Pilier                 | 01/01/1988 | 10 (5)                      | Šiauliai Vairas                           | 2009                   |
| Laurynas Tipelis    | Pilier                 | 7/07/1981  | 45 (10)                     | Šiauliai Baltrex                          | 2000                   |
| Žygimantas Radžius  | Deuxième ligne         | 30/06/1990 | 8 (5)                       | RK Šiauliai                               | 2008                   |
| Evaldas Gaubys      | Deuxième ligne         | 01/01/1991 | 7 (0)                       | Šiauliai Vairas                           | 2010                   |
| Nerijus Mačiulis    | Deuxième ligne         | 01/01/1991 | 2 (0)                       | Šiauliai Vairas                           | 2012                   |
| Marius Andrijauskas | Troisième ligne aile   | 01/01/1980 | 26 (30)                     | Peterborough RFC                          | 2001                   |
| Andrius Martinskas  | Troisième ligne aile   | 10/01/1982 | 37 (70)                     | Enköping RK                               | 2000                   |
| Domantas Tautkus    | Troisième ligne aile   | 02/06/1993 | 1 (0)                       | Panevėžys Ryšių statyba                   | 2012                   |
| Justas Urbonas      | Troisième ligne aile   | 01/01/1992 | 4 (0)                       | Šiauliai Vairas                           | 2011                   |
| Vaidotas Gaubas     | Troisième ligne aile   | 01/01/1999 | 1 (0)                       | Šiauliai BaltRex                          | 2012                   |
| Mindaugas Grigas    | Troisième ligne centre | 06/08/1980 | 28 (75)                     | Šiauliai Vairas                           | 2005                   |

### Arrières
| Nom                      | Poste            | Naissance  | Sélections (points marqués) | Club                   | Année de 1re sélection |
| ------------------------ | ---------------- | ---------- | --------------------------- | ---------------------- | ---------------------- |
| Mindaugas Misevičius (c) | Demi de mêlée    | 01/01/1982 | 45 (57)                     | Šiauliai Vairas        | 2000                   |
| Tomas Astrauskas         | Demi de mêlée    | 01/01/1979 | 27 (7)                      | RK Šiauliai            | 2001                   |
| Kęstutis Marcišauskas    | Demi d'ouverture | 24/07/1985 | 36 (272)                    | Šiauliai Vairas        | 2007                   |
| Mantas Maršantas         | Demi d'ouverture | 01/01/1993 | 2 (0)                       | Šiauliai Baltrex       | 2012                   |
| Gediminas Marcišauskas   | Centre           | 01/01/1982 | 24 (174)                    | Peterborough Lions RFC | 2000                   |
| Geidiminas Liutkus       | Centre           | 01/01/1982 | 36 (21)                     | Enköping RK            | 2001                   |
| Edmundas Ščiavinskas     | Centre           | 26/04/1981 | 36 (5)                      | Šiauliai BaltRex       | 2001                   |
| Justas Vasiliauskas      | Ailier           | 01/01/1985 | 33 (57)                     | Šiauliai Vairas        | 2003                   |
| Mantautas Vilimavičius   | Ailier           | 01/01/1992 | 2 (10)                      | Šiauliai Vairas        | 2012                   |
| Donatas Vilimavičius     | Ailier           | 11/09/1993 | 2 (0)                       | Šiauliai Vairas        | 2012                   |
| Vytaras Bloškys          | Arrière          | 16/12/1991 | 6 (10)                      | Šiauliai Baltrex       | 2010                   |